# Chaplin's World
Chaplin's World (voluit: Chaplin's World by Grèvin) is een wassenbeeldenmuseum in het Zwitserse Corsier-sur-Vevey. Het museum is onderdeel van Musée Grévin en is met de opening in 2016 de vijfde locatie. In tegenstelling tot de andere locaties is dit wassenbeeldenmuseum volledig gewijd aan Charlie Chaplin. Er zijn door middel van wassen beelden meerdere (film)scènes van Chaplin nagebootst. Het museum is gevestigd in een van de oude landhuizen van Charlie Chaplin.